# Macará (rijeka)
Macará (špa. Río Macará) je rijeka granična rijeka između Ekvadora i Perua duga 156 km, pritok rijeke Chira.

## Hidrologija
Macará se formira sutokom rijeka Pindo (koja se u gornjem toku zove Chiriyacu) i Espíndola (u gornjem toku Quingo). One izviru u Andama kod Lagunas Negras, na nadmorskoj visini od 3,884 metara.
Od tamo teče uz granicu pod imenom Calvas prema zapadu, kad primi pritok Sabiango mijenja ime u Macará, i protiče južnom periferijom grada Macará, do sutoka sa rijekom Catamayo sa kojom formira rijeku Chiru, koja teče prema jugu i konačno ulazi u Peru.
Porječje rijeke ima ukupnu površinu od 2,833 km2, koja se prostire po ekvadorskoj pokrajini Loja i peruanskoj regiji Piura.

## Vanjske poveznice
|  | Zajednički poslužitelj ima još gradiva o temi Macará (rijeka) |

- Río Macará (na portalu Mapcarta) (engl.)